# А, ты ревнуешь?
«А, ты ревнуешь?» (таит. Aha oe feii?) — картина французского художника Поля Гогена, написанная им в полинезийский период творчества. В основе картины лежит сцена из жизни, подсмотренная художником и описанная потом в книге «Ноа Ноа»:

На берегу две сестры — они только что искупались, и теперь их тела раскинулись на песке в непринуждённых сладострастных позах — беседуют о любви вчерашней и той, что придёт завтра. Одно воспоминание вызывает раздоры: «Как? Ты ревнуешь!»

Образ сидящей девушки отсылает к композиции с фриза театра Диониса в Афинах, фотография которого была у Гогена. Поза подчёркнуто скульптурна, художник возвращается к ней в работах «Чудесный источник» (Nave nave moe 1894), «Великий Будда» (1899) и «И золото их тел» (1901).

Гоген придавал большое значение этому полотну и в письме с Таити другу писал, что это лучшее из того, что он пока сделал. Позже он воспроизвёл композицию в монотипии. 

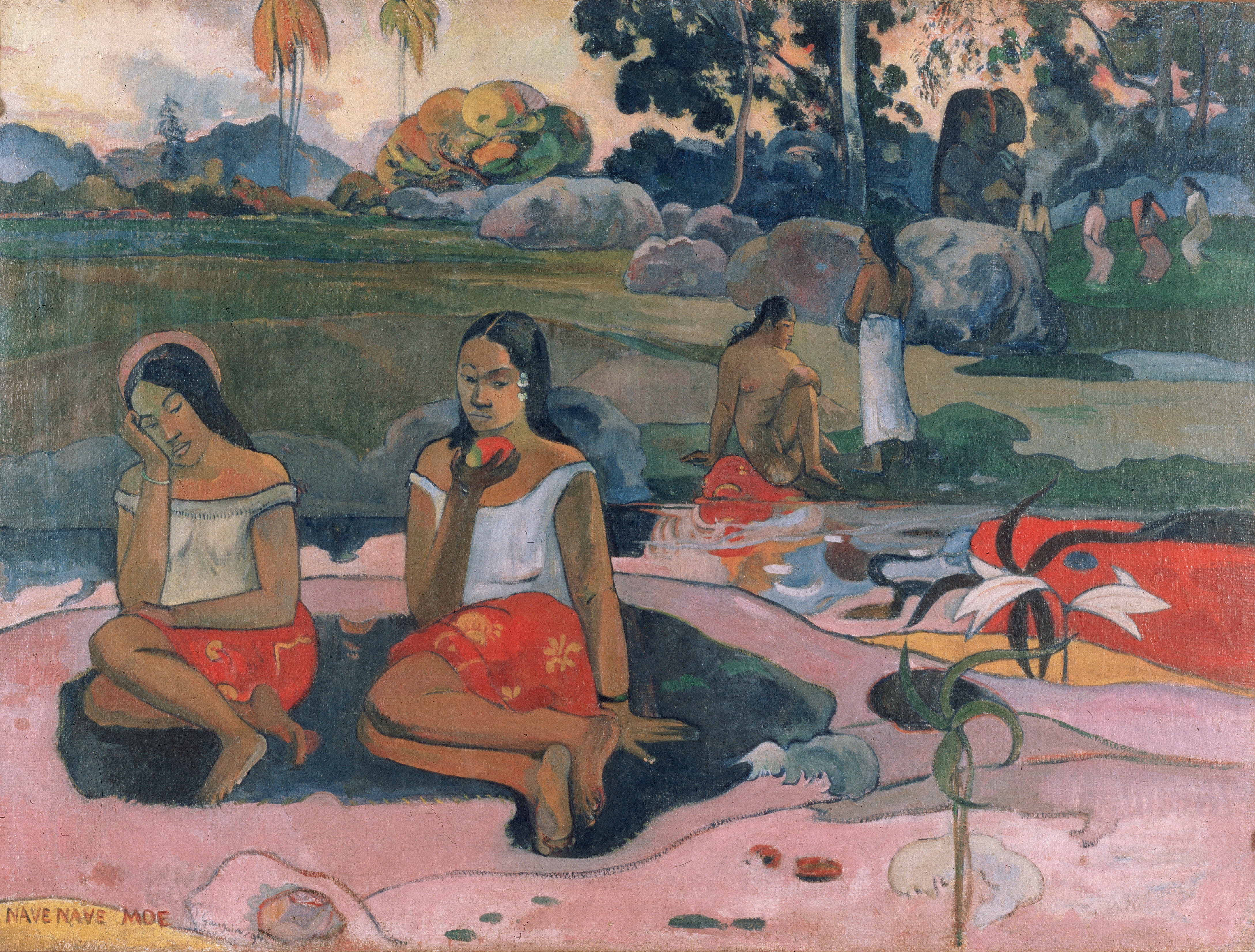
Чудесный источник, 1894.
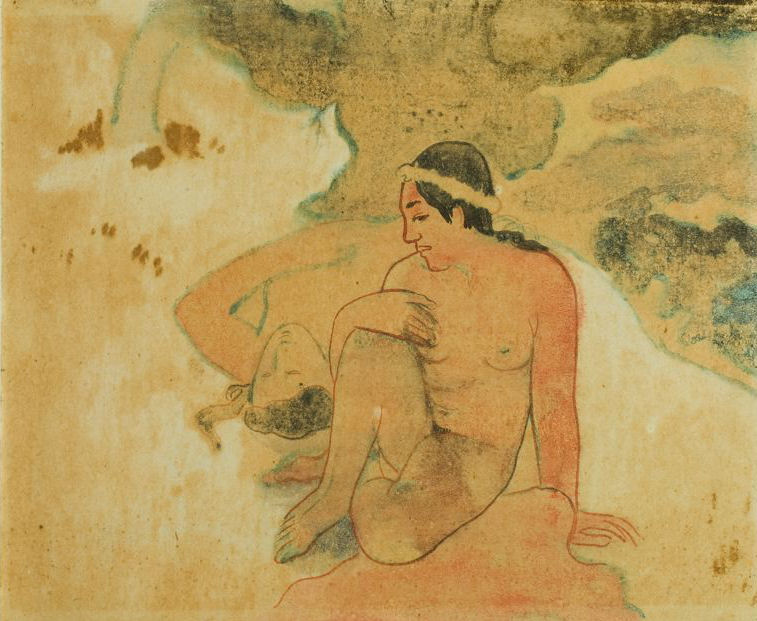
Mонотипия, 1894.
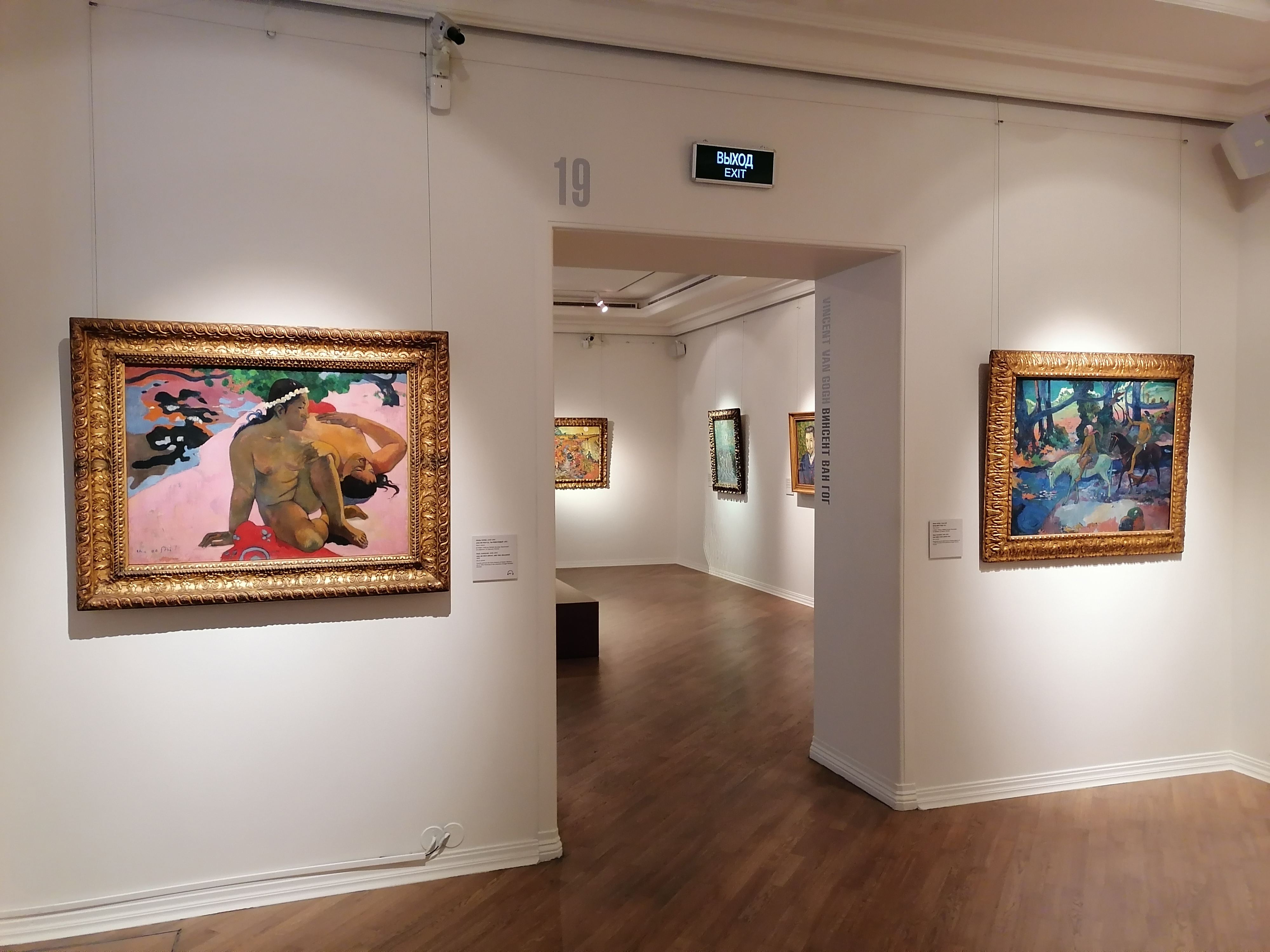
Картина в зале Пушкинского музея

В 1895 году работа приобретена Лекланше на распродаже в Отеле Друо, Париж, за 500 франков. Около 1908 года приобретена Сергеем Щукиным в Париже. До 1918 года — в собрании Щукина, Москва; затем 1-й Музей новой западной живописи; с 1923 — ГМНЗИ; с 1948 — ГМИИ.